# Gralheira
Gralheira é uma povoação portuguesa do Município de Cinfães, no Distrito de Viseu, situada em plena serra de Montemuro, que foi sede da extinta Freguesia de Gralheira freguesia que tinha 10,19 km² de área e 165 habitantes (2011), e, por isso, uma densidade populacional de 16,2 hab/km². 
A Freguesia de Gralheira foi extinta em 2013, no âmbito de uma reforma administrativa nacional, tendo sido agregada às freguesias de Alhões, Bustelo e Ramires, para formar uma nova freguesia denominada União das Freguesias de Alhões, Bustelo, Gralheira e Ramires da qual é a sede.
Começou por se chamar Agralheira, integrou o antigo concelho de Ferreiros de Tendais até à extinção deste em 1855, tendo passado a fazer parte do concelho (atual município) de Cinfães a partir dessa data.

## Altitude
A elevada altitude de Gralheira (1103 m) torna-a uma das aldeias de maior altitude de Portugal, a par de Pitões das Júnias na Distrito de Vila Real.
O Sabugueiro é por vezes denominada a aldeia mais alta de Portugal, no entanto esta designação não é correcta, uma vez que existem aldeias que atingem altitudes superiores. Segundo a carta topográfica 1:25000 do CIGeoE, e tomando como critério a cota altimétrica do edifício que se encontra na parte mais elevada do povoado, o Sabugueiro atinge uma altitude máxima de 1120 m. Esta cota é superada na aldeia de Sendim, situada no Município de Montalegre, que atinge uma altitude de 1155 m; seguem-se Pitões das Júnias (alt. 1140 m), Gralheira (alt 1130 m) e Panchorra (alt 1120 m). Sendo assim a Gralheira no município de Cinfães é a terceira aldeia mais alta de Portugal e a mais alta no distrito de Viseu.

## População
| População da freguesia de Ferreiros de Gralheira | População da freguesia de Ferreiros de Gralheira | População da freguesia de Ferreiros de Gralheira | População da freguesia de Ferreiros de Gralheira | População da freguesia de Ferreiros de Gralheira | População da freguesia de Ferreiros de Gralheira | População da freguesia de Ferreiros de Gralheira | População da freguesia de Ferreiros de Gralheira | População da freguesia de Ferreiros de Gralheira | População da freguesia de Ferreiros de Gralheira | População da freguesia de Ferreiros de Gralheira | População da freguesia de Ferreiros de Gralheira | População da freguesia de Ferreiros de Gralheira | População da freguesia de Ferreiros de Gralheira | População da freguesia de Ferreiros de Gralheira |
| ------------------------------------------------ | ------------------------------------------------ | ------------------------------------------------ | ------------------------------------------------ | ------------------------------------------------ | ------------------------------------------------ | ------------------------------------------------ | ------------------------------------------------ | ------------------------------------------------ | ------------------------------------------------ | ------------------------------------------------ | ------------------------------------------------ | ------------------------------------------------ | ------------------------------------------------ | ------------------------------------------------ |
| 1864                                             | 1878                                             | 1890                                             | 1900                                             | 1911                                             | 1920                                             | 1930                                             | 1940                                             | 1950                                             | 1960                                             | 1970                                             | 1981                                             | 1991                                             | 2001                                             | 2011                                             |
| 376                                              | 427                                              | 394                                              | 398                                              | 407                                              | 400                                              | 449                                              | 425                                              | 451                                              | 432                                              | 304                                              | 248                                              | 230                                              | 205                                              | 165                                              |

## Património
- Igreja Paroquial da Gralheira;
- Capela da Senhora da Boa Morte.

## Clima
Os Invernos são muito rigorosos e cobrem a freguesia com um manto branco, tornando impraticáveis as acessibilidades.A Gralheira é um dos locais mais frios habitados de Portugal sendo ainda mais fria do que a cidade mais alta de Portugal, Guarda. No ano de 2021 as seguintes temperaturas médias foram registadas na Gralheira.
Mês           Min    Max     Média 
Janeiro      1,0      7,3       ( 4,1)
Fevereiro   3,9     8,9       (6,4)
Março        2,9    11,7      (7,3)
Abril           5,4     13,5      (9,4)
Maio          6,0     15,4     (10,7)
Junho        9,1     19,3     (14,2)
Julho         11,3    21,8    (16,6)
Agosto      12,4    23,8    (18,1)
Setembro   10,2   18,8    (14,5)
Outubro      8,5     16,9    (12,7)
Novembro   2,6      9,9      (6,3)
Dezembro    4,0      9,5      (6,8)
Mínima média 6,4
Máxima média 14,7
Temperatura Média Annual 10,6
Extremos de temperatura (Ano 2021)
Mínima absoluta   - 5,8    (5 Janeiro 2021)
Máxima absoluta  31,2    (13 Agosto 2021)
Máxima mais baixa  -1     (8 Janeiro 2021)
Número de dias com neve --- 9 dias
Número de dias com chuva -- 137 dias
Número de dias 0 ou inferior---33 dias
Número de dias 30 ou mais---  2 dias
Número de dias 10 ou menos de máxima --95 dias.

## Gastronomia local
Os pratos tradicionais da Gralheira são o cabrito assado, a posta de carne arouquesa e o mais famoso de todos, o cozido à portuguesa.